# Каменев, Игорь Юрьевич
И́горь Ю́рьевич Ка́менев (род. 1955, Владивосток) — советский, российский художник.

## Биография
Родился в семье капитана второго ранга ВМФ СССР, с 1956 года живёт в Москве.
В 1975 году отклонил приглашение госдепартамента США покинуть СССР. В 1978 году вступил в Московский объединённый комитет профсоюза художников-графиков.
В 1981 году получил благословение от Русской православной церкви на написание религиозных сюжетов.
С 1986 года — член правления секции живописи; один из организаторов группы «Мир Живописи». В 1988 г. инициировал проведение выставки, посвящённой 1000-летию Крещения Руси (первая выставка современного религиозного искусства в СССР).
В 1990 году вступил в Международную федерацию живописцев ЮНЕСКО. В 1994 году вошёл в Совет попечителей российского тенниса; создал «Русский кубок», который ежегодно вручается за достижения в теннисе. С 2003 года — советник заместителя Председателя правления РИА Новости В. П. Вясягина.
В январе 2001 года передал своё воззвание о создании «Планетарной Конфедерации» Президенту России В. В. Путину, Президенту США Джорджу Бушу и Генеральному Секретарю ООН Кофи Аннану; одобрительными письмами отозвались Кофи Аннан и исполнительный секретарь СНГ Ю. Ф. Яров.
17 апреля в семейном клубе МОНОЛИТ с компанией "Malesan" и Агентством Ирины Понаровской "IRA", проходит персональная выставка.
16 ноября в Галицинских палатах РОССИЙСКОГО ФОНДА КУЛЬТУРЫ проходит презентация гиперпроекта "Фантасмагория Жизни".
27 марта 2002 года в отеле 2Метрополь" в ресторане "Московский Икорный Дом"  открывается выставка акварелей художника.
24 июня 2003 года в посольстве Великобритании проходит выставка на которой альбом с Воззванием передаётся Премьер министру господину Тони Блеру.
В Италии на вилле друзей Де Чет, создаёт серию пейзажей и портретов.
2010 году заканчивает все 81 холст проекта "Фантасмагория жизни".
2011-2012 год создания иконографического проекта посвященного 1150 летию создания Российского Государства.
2015 год создания большого иконографического проекта "Праздники Христовы".
2016 году в июне, по приглашению И.А.Муравьёва, посещает Крым, где создаёт серию работ "Достопримечательности и легенды Крыма". 
30 мая 2017 года становится Почётным Академиком Российской Императорской Академии Художеств.
В апреле 2018 года в зале "АТРИУМ" Церетели, в Российской Академии Художеств, проходит выставка "Праздники Христовы"  (организатор академик Гринберг).

## Творчество
Владеет практически всеми живописными техниками, предпочитает масляную живопись; особо выделяются изысканностью и мастерством исполнения его акварельные работы.
С 1974 года участвовал в подпольных и полуофициальных выставках московского андеграунда; в 1975 году на ВДНХ выставлял автопортрет с закрученным гайками ртом.
Выполнял работы по заказу:
- 1990 — «Троица» (для японской телекомпании «Fuji TV»);
- 1997 — для оформления кабинета Президента Российской Федерации Б. Н. Ельцина[2][3].

В 1993 году разрабатывал проект Герба Российской Федерации.
Выпустил персональные альбомы:
- 1993 (презентация — в пресс-центре Министерства иностранных дел России);
- 1996 (издан издательским концерном «Мондадори», Милан)[2][3].

Создал гиперпроект «Фантасмагория жизни» (презентация 16.11.2002, Голицинские палаты, Российский фонд культуры).
Совместно с поэтом создал Ильей Резником книгу (ручная работа, тираж 150 экз.), презентация которой состоялась 12.12.2003 в храме Христа Спасителя, первый экземпляр был вручен Президенту РФ В. В. Путину.
В сентябре 2005 года участвовал в аукционе «Сотбис».
3 октября 2007 года в галерее «Актёр» презентовал новый стиль в современном искусстве — «Фотоарт». 
В июне в здании Академии художеств РФ, на презентации новой модели АУДИ А6, художник в режиме реального времени за 1час 40 минут создает работу «Ауди А6» (х.м.,50х110см.).
10 июля со своими друзьями, любителями парашютного спорта, Кэти и Андреа Де Чет, совершает первый прыжок с высоты 4000 метров.
В декабре выходит большая статья в журнале «MONOLIT digest», Главный редактор и владелец - известный московский меценат Алексей Гринберг.
В 2010 году заканчивает последнюю из 81, работу и весь проект «Фантасмагория жизни».
В 2011 году выходит большая публикация в журнале по искусству DEI - «ИСКУССТВО БУНТА или мой учитель – ОСКАР РАБИН». В ней публикуется проект реконструкции Мавзолея, и превращение его в мемориал «Жертвам большевистского террора посвящается» с золотым ангелом наверху.
В 2011-2012 году художник создает иконографический проект, посвященный 1150-летию образования Российского Государства. Призывает Президента Обаму и Президента Путина к созданию Мирового Правительства, реформированию НАТО и превращение его в МЕЖДУНАРОДНЫЕ СИЛЫ ПЛАНЕТАРНОЙ БЕЗОПАСНОСТИ. В проекте, есть работа «Создание вселенной» где «Большой Взрыв» происходит по Божьей воле и Закону Создателя, примиряя церковную и научные версии возникновения Мира.
Начинает большую серию работ (масло и акварели) в стиле гиперреализма «Этот волшебный, пока еще живой Мир».
В 2012 году В галерее «Метрополь», отеля Метрополь, проходит персональная выставка, где выставляется   проект «РОССИЯ НЕУГАСИМОЕ СИЯНИЕ ОГНЯ НЕВЕЩЕСТВЕННОГО» с иконографией инаугурации трёх Президентов России и холст «Святое Крещение Барака Обамы». 2011г. (х.м., 120х100см.) Проект попадает на обложку журнала «MONOLIT digest». 2012г. (находится в «МУЗЕЕ РУССКОЙ ИКОНЫ» господина Абрамова в Москве.)
В начале 2013 года художник по заданию компании JM, улетает в Швейцарию и пишет два холста на презентации нового Кадиллак СТS.
16 марта 2014 года, одновременно с известными историческими событиями, заканчивает работу «Улыбка Христа» и посвящает её «мирному воссоединению Крыма с Россией».
С 2012 года по 2014год, художник создаёт иконографический проект «СОБОР АРХАНГЕЛОВ» и взывает и молится Святым Архангелам о том, чтобы по доброй воле и разуму, в течение 10 лет, (до 2025 года), было создано МИРОВОЕ ПРАВИТЕЛЬСТВО, состоящее из Глав Государств, и оружие массового поражения и войны были запрещены, как безумное злодейство.
В 2015 году, заканчивает программный диптих «РОССИЯ СТРАНА-БОГОРОДИЦА» и «БОГОЧЕЛОВЕК», приступает к написанию масштабного иконографического проекта «ПРАЗДНИКИ ХРИСТОВЫ».
В 2016 году в журнале «DESSERT» выходит большая статья «Собор Архангелов с платом Вероники».
В июне 2016 года, по приглашению И.А. Муравьёва посещает Крым, где начинает серию работ, посвященных достопримечательностям Крыма.
С иллюстрациями художника выходит в свет третье издание поэтического сборника Ильи Резника «Молитвы».
В апреле 2017 года завершает проект «ПРАЗДНИКИ ХРИСТОВЫ».
30 мая, на Президиуме, из рук Президента Академии – Зураба Константиновича Церетели, получает звание Почётного Академика Императорской РОССИЙСКОЙ АКАДЕМИИ ХУДОЖЕСТВ.  
На лето уезжает в Крым, где на вилле Ивана Александровича Муравьёва, продолжает серию работ «Достопримечательности Крыма».
6 и 7 апреля 2018 года, в зале «АТРИУМ» Церетели, в Российской Академии Художеств, проходит выставка «Праздники Христовы». Организатор выставки – Почётный Академик Императорской Российской Академии Художеств Алексей Гринберг. 
В 2022 году по заказу одного из крупнейших коллекционеров работ автора, Дмитрия Славнова, создаёт серию работ для первого ресторана Аркадия Новикова «Сирена».
22.12.2022 , Для 100 сотрудников компании «ПЛАТФОРМА», проводит мастер-класс по абстрактному искусству.
В ноябре 2023 года участвует в Антикварном Салоне в Гостином Дворе, где в экспозиции ювелира Михаила Милютина представляет 4 своих работы.
В феврале 2024 года в театре «МОДЕРН» Юрия Грымова, выставляется проект «Четыре всадника Апокалипсиса», «Святой Георгий Победоносец, поражающий фашизм» .
8 сентября в театре "МОДЕРН" проходит презентация самой большой картины-афиши художника "Театр МОДЕРН", где запечатлены 35 реальных портрета всей труппы театра в сценических образах и костюмах. 
  Картины Игоря Каменева, находятся в Третьяковской галерее и частных собраниях   коллекционеров: России, США, Японии, Швейцарии, Финляндии, Германии, Югославии, Аргентины, Франции, Италии, Швеции, Латвии, Украины, Голландии, Бельгии, Словакии и Австралии, Англии, Чили, Австрии, Польши, Боливии, Эквадора, Казахстана, Израиля, Индии и Испании.

### Участие в выставках
- 1974 — 2-й осенний просмотр картин «на открытом воздухе» (лесопарк « Измайлово», Москва)
- 1975 — «Предварительные квартирные просмотры к Всесоюзной выставке» (I—II туры, Москва)
- 1976 — «Весенние квартирные выставки» (предварительные экспозиции к предстоящей выставке в залах на Беговой ул. — в квартире Аиды и Владимира Сычёвых, Рождественский бульвар, 57, кв. 18)
- 1984 — выставка живописи, скульптуры, графики (Институте электронных управляющих машин)
- 1991 — Манеж (Москва)
- 1992 — в Колонном зале Дома Союзов; в Tudelu Galerie; в Таврическом Дворце (Петербург)
- 2003 — в Golden Palace (на конкурсе «Созвездие ароматов»)
- 2007 — «Артманеж — 2007» галерей «РОССА»

- 1991 — в частном особняке Кайзер (Роттердам, Нидерланды)
- 1992, 1995 — в Центральном доме художника (Москва)
- 1993 — Национальный музей Братиславы
- 1993 — банк «Спаркасс» (Баден, Австрия)
- 1997 — Кремль (Москва)
- 1998 — в Малом Манеже
- 1998 — в клиническом санатории Администрации Президента РФ «Барвиха»
- 1999 — в Доме Правительства Российской Федерации, в «Нефтяном Доме», в Московской Городской Думе
- 2000 — в Совете Федерации (на 60 съезде губернаторов Российской Федерации)
- 2003 — в посольстве Великобритании

### Роли в кино
| Год  |   | Название                      | Роль     |
| ---- | - | ----------------------------- | -------- |
| 1992 | ф | Плащаница Александра Невского | художник |